# The Spectator (periodico)
The Spectator è un settimanale britannico di politica, cultura e attualità. Fu pubblicato per la prima volta nel luglio 1828, diventando così il settimanale più antico del mondo.

## Descrizione
È di proprietà di David e Frederick Barclay, che possiedono anche il quotidiano The Daily Telegraph, tramite Press Holdings. Le sue principali aree tematiche sono la politica e la cultura. La sua visione editoriale è generalmente favorevole al Partito Conservatore, sebbene i contributori regolari includano alcuni di diverso orientamento, come Frank Field, Rod Liddle e Slavoj Žižek. Oltre a rubriche ed articoli su argomenti di attualità e non, la rivista pubblica anche servizi di argomento artistico, su libri, musica, opera e recensioni di film e programmi TV.
La direzione di The Spectator è stata spesso un gradino nella scala verso incarichi importanti nel Partito Conservatore nel Regno Unito, come ad esempio nel caso di Boris Johnson (1999-2005) e altri ex membri del governo Ian Gilmour (1954-1959), Iain Macleod (1963-1965) e Nigel Lawson (1966-1970).
Alla fine del 2008 è stato lanciato il settimanale Spectator Australia. Questo offre 12 pagine di "contenuto australiano unico" (inclusa una pagina editoriale separata) oltre ai contenuti completi del Regno Unito. All'inizio del 2018, Spectator USA è stato lanciato come sito web. Una versione cartacea mensile negli Stati Uniti ha debuttato nell'ottobre 2019. Nel 2020, The Spectator è diventata sia la rivista di attualità più longeva della storia sia la prima rivista in assoluto a pubblicare 10.000 numeri.